# Öffentliche Bedürfnisanstalt im Volksgarten

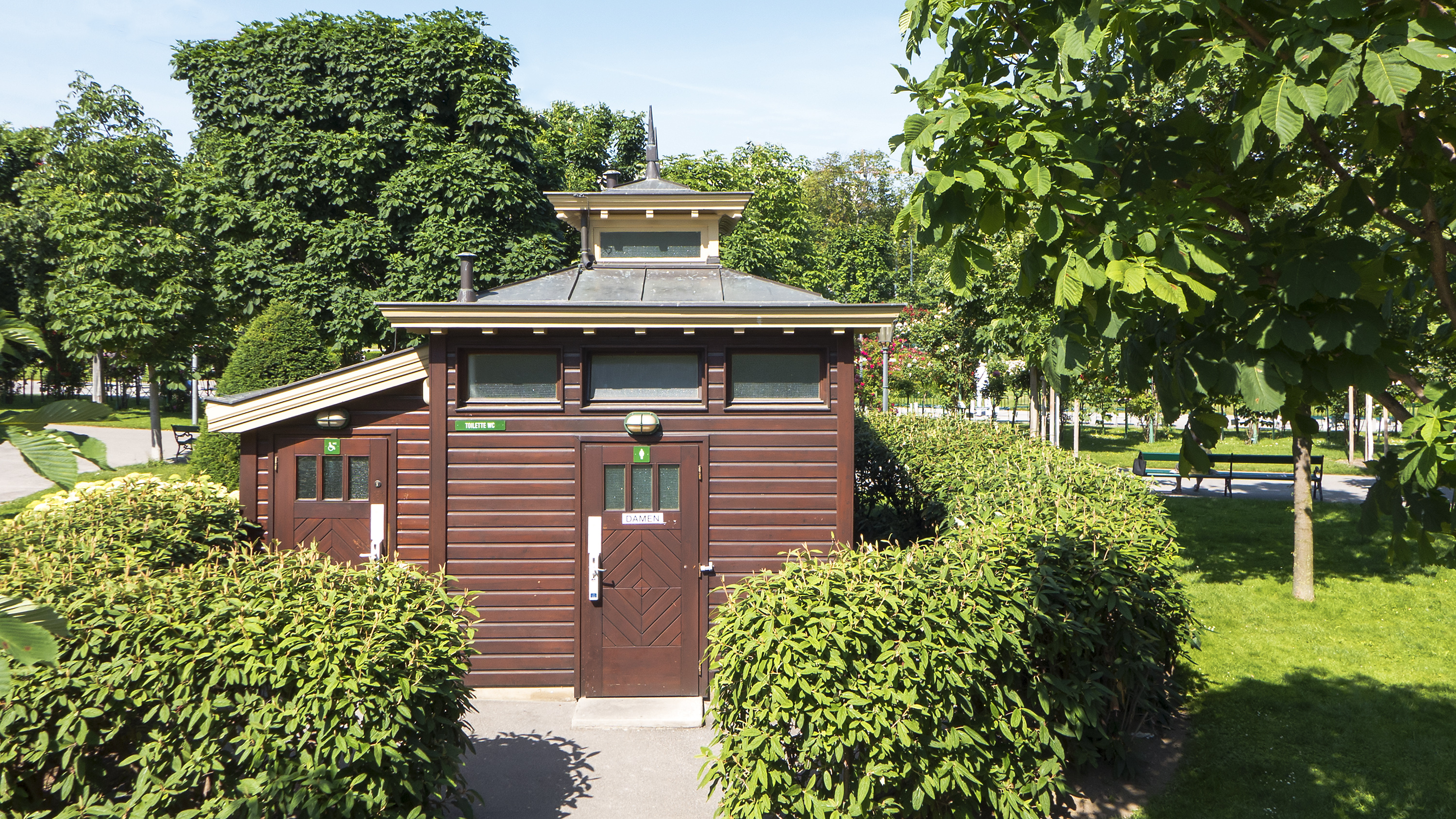
Toilettenanlage im Volksgarten

Die Öffentliche Bedürfnisanstalt im Volksgarten liegt im 1. Wiener Gemeindebezirk Innere Stadt. Sie steht als Bestandteil des Volksgartens unter Denkmalschutz.

## Geschichte
Die WC-Anlage wurde 1884 im Zuge der 2. Erweiterung des Volksgartens von der Firma Wilhelm Beetz errichtet.
Der Berliner Beetz hatte 1880 begonnen, das bisher in Wien unbekannte Konzept der öffentlichen Toilette aus Berlin her zu übertragen.
Im September 1883 war mit der Bedürfnisanstalt auf der Landstraßer Hauptstraße die erste derartige Anlage Wiens, die nach zeitgenössischer Darstellung als „praktisch angelegt, recht bequem und luxuriös ausgestattet“ und deren Benützung mit 4 Kreuzer respektive 2 Kreuzer „ungemein billig“ empfunden wurde, errichtet worden. Beetz ersuchte dann um Aufstellungsbewilligung im Volksgarten, der als Teil der Hofburg zum kaiserlichen Staatsbesitz und einem der bestbesuchten Orte in der Innenstadt gehörte, weil er seit 1823 auch für einfache Leute zugänglich war.
Schon am 24. Juli 1883 wurde per Gemeinderatsbeschluss die Aufstellung im Volksgarten vertraglich festgelegt und auch der Vertrag mit dem Hofärar kam zustande. Am 21. Mai 1884 konnte die Anlage in Betrieb genommen werden.
Die Anlage wurde später erneuert. 1907 wurde die Toilettenanlage – mitsamt allen anderen Beetz’schen Bedürfnisanstalten – in den Besitz der Gemeinde übertragen, aber der Betriebsvertrag bis 1940 verlängert. Die Anlage gehörte zu den letzten, die mit einer Toilettfrau besetzt waren. Heute gibt es wieder einige Öffentliche Bedürfnisanstalten in Wien, die mit Toilettfrauen besetzt sind. Zudem bestehen heute in Wien mindestens 13 weitere Toiletten, die unter Denkmalschutz stehen.

## Architektur
Die etwa 20 Meter hinter der Rückfront des Theseustempels gelegene Bedürfnisanstalt ist ein kleiner holzverschalter Pavillon, auf rechteckigem Grundriss, mit längsseitigem Vorbau mit Pultdach. An den zwei Seiten befindet sich jeweils ein Eingang. Der Pavillon selbst wurde mit einem Zeltdach mit Oberlichten überdacht. Als weitere architektonische Merkmale weist die Toilettenanlage ein Konsolenfries sowie Zinkblecheindeckungen auf.